# 고재득
고재득(高在得, 1946년 1월 24일~)은 대한민국의 정치인이다. 제32·33·34·36대 서울특별시 성동구청장이었다.

## 학력
- 광주서중학교 졸업
- 광주제일고등학교 졸업
- 전남대학교 법학과(법학사)
- 고려대학교 정책대학원 석사
- 한양대학교 대학원 행정학 박사

## 경력
- 민청련사건으로 체포, 구금
- 민주헌정연구회 부대변인
- 평화민주당 총무국장
- 민주당 정책연구실장 / 국회 정책연구위원(1급)
- 제32,33,34대 성동구청장 (민선 1,2,3기)
- 새정치국민회의 성동을지구당 위원장
- 민주당 서울시당 정기대의원대회 경선 시당위원장 피선
- 민주화운동관련 명예회복유공자 인정
- 민주당 사무총장, 최고위원
- 제17대 대통령선거 민주당 중앙선대위원회 총무담당 공동선대위원장
- 前 통합민주당 최고위원, 前 서울특별시당위원장
- 제36대 서울 성동구청장 (민선 5기)
- 제5기 서울특별시구청장협의회 회장
- 서울특별시구청장협의회 고문
- 한양대학교 공공정책대학원 특훈교수

## 수상
- 2010년 서울 석세스 어워드 기초단체장부문[2]

## 역대 선거 결과
|  | 29.2% |

|  | 44.59% |

|  | 60.93% |

|  | 49.40% |

|  | 53.25% |

## 소속 정당
| 소속 정당 | 소속 정당      | 소속 기간 | 비고           |
| --------- | -------------- | --------- | -------------- |
|           | 평화민주당     | 1988~1991 | 정계 입문      |
|           | 신민주연합당   | 1991      | 당명 변경      |
|           | 민주당         | 1991~1995 | 합당           |
|           | 무소속         | 1995      | 탈당           |
|           | 새정치국민회의 | 1995~2000 | 창당           |
|           | 새천년민주당   | 2000~2005 | 합당           |
|           | 민주당         | 2005~2007 | 당명 변경      |
|           | 중도통합민주당 | 2007      | 합당           |
|           | 민주당         | 2007~2008 | 당명 변경      |
|           | 통합민주당     | 2008      | 합당           |
|           | 민주당         | 2008~2011 | 당명 변경      |
|           | 민주통합당     | 2011~2013 | 합당           |
|           | 민주당         | 2013~2014 | 당명 변경      |
|           | 새정치민주연합 | 2014~2015 | 합당 정계 은퇴 |
|           | 더불어민주당   | 2015~2017 | 당명 변경      |
|           | 무소속         | 2017      | 탈당           |
|           | 국민의당       | 2017~2018 | 입당           |
|           | 무소속         | 2018      | 탈당           |
|           | 민주평화당     | 2018~2020 | 창당           |
|           | 민생당         | 2020~2022 | 합당           |
|           | 무소속         | 2022~현재 | 탈당           |

## 참고 자료
- 고재득 블로그

| 전임 이호조 | 제32·33·34대 서울특별시 성동구청장(민선) 1995년 7월 1일 ~ 2006년 6월 30일 | 후임 이호조 |

| 전임 이호조 | 제36대 서울특별시 성동구청장(민선) 2010년 7월 1일 ~ 2014년 6월 30일 | 후임 정원오 |

| 전임 배기운 | 제3대 민주당 사무총장 2007년 1월 1일~2007년 6월 27일 | 후임 고재득 |

|  | 제1대 중도통합민주당 사무총장 2007년 6월 27일~2007년 8월 13일 | 후임 (해산) |

| 전임 고재득 | 제4대 민주당 사무총장 2007년 8월 13일~2008년 1월 16일 | 후임 김충조 |